# Кольпоперинеопластика
Кольпоперинеопла́стика (от др.-греч. κόλπος — «лоно», лат. perinaeum — «промежность» и др.-греч. πλαστική — «ваяние, пластика»; кольпоперинеорафи́я) — гинекологическая операция, при которой производится ушивание мышц промежности и задней стенки влагалища с целью восстановления и укрепления мышц тазового дна при выпадении и опущении органов малого таза.
Существует несколько модификаций кольпоперинеопластики, которые различаются главным образом формой выкраиваемого из задней стенки влагалища лоскута. Как самостоятельная операция кольпоперинеопластика проводится в сочетании со срединной или передней кольпорафией, а также с гистерэктомией.
Противопоказанием к операции является наличие ректовагинальных и ректопромежностных свищей, воспалительных заболеваний половых органов, а также III—IV степень чистоты влагалища.